# پالو مونترو
پالو مونترو (انگلیسی: Paolo Montero؛ زادهٔ ۳ سپتامبر ۱۹۷۱) یک بازیکن فوتبال اهل اروگوئه است.
وی همچنین در تیم ملی فوتبال اروگوئه بازی کرده‌است.